# 恋愛手帖
『恋愛手帖』（れんあいてちょう、原題：Kitty Foyle）は、1940年に製作・公開されたアメリカ合衆国の映画である。クリストファー・モーリーの小説の映画化であり、サム・ウッドが監督し、ジンジャー・ロジャースが主演した。ロジャースは本作でアカデミー主演女優賞を受賞している。

## キャスト
- キティ：ジンジャー・ロジャース
- ウィンウッド・ストラッフォード6世：デニス・モーガン
- マーク・アイゼン：ジェームズ・クレイグ

## スタッフ
- 監督：サム・ウッド
- 製作総指揮：ハリー・E・エディントン
- 製作：デヴィッド・ヘンプステッド
- 脚本：ダルトン・トランボ
- 音楽：ロイ・ウェッブ
- 撮影監督：ロバート・デ・グラス
- 編集：ヘンリー・バーマン
- 美術：ヴァン・ネスト・ポルグレイズ
- 装置：ダレル・シルヴェーラ
- 衣装：レニー

## アカデミー賞受賞・ノミネーション
- 受賞
  - 主演女優賞：ジンジャー・ロジャース
- ノミネーション
  - 作品賞
  - 監督賞：サム・ウッド
  - 脚色賞：ダルトン・トランボ
  - 録音賞：ジョン・アールバーグ

## 原作
- クリストフワー・モーリ『青春の記録』新居格訳 洛陽書院 1940

## 注
1. ↑  RKO Feature Film Ledger, 1929-51